# Prislopu Mare
Prislopu Mare – wieś w Rumunii, w okręgu Ardżesz, w gminie Drăganu. W 2011 roku liczyła 573 mieszkańców.